# Волокуша (гірництво)

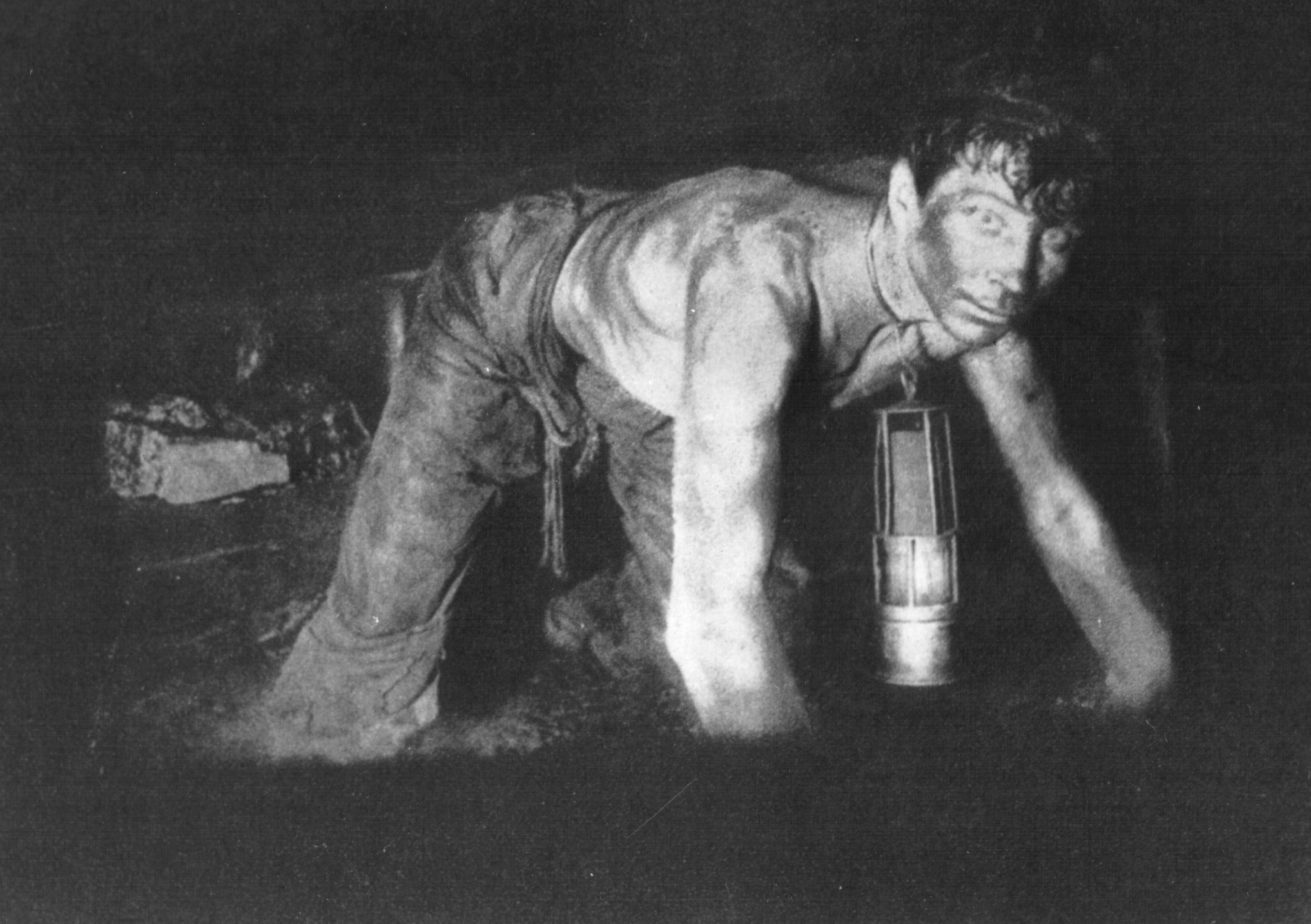
Саночник у вугільній шахті Донбасу. Кінець ХІХ-початок XX ст.

Волокуша — санчата з коробом для транспортування корисних копалин, головно вугілля. Використовувалися в перший період освоєння вугільних шахт, зокрема, на Донбасі у ХІХ — на початку XX ст.